# Maria Pilar Busquet i Medan
Maria Pilar Busquet i Medan(Les, 23 de març de 1937 - Barcelona, 13 de novembre de 2016) va ser una política aranesa, síndica d'Aran del 1991 al 1993.
Treballà en el sector hoteler. Fou Flor d'or als Jocs Florals de l'Escola deras Pirenèos de Gascunya i al concurs literari de poesia i de prosa del Museu Etnològic de la Vall d'Aran. Fou membre de la Comissió Oficial per a la Normalització Lingüística de l'Aranès, membre fundadora de l'Associació de Veïns Es Tersús de la Vall d'Aran i responsable de cultura de 1977 a 1980; fou presidenta de l'Associació Pro Defensa de l'Eix Transpirinenc pel Pas Natural de la Vall d'Aran.
Després de la recuperació de la històrica institució d'autogovern de la Vall d'Aran, el Conselh Generau d'Aran, amb l'aprovació de la Llei 16/1990, de 13 de juny, va guanyar les primeres eleccions amb la Coalició Aranesa-Convergència i Unió (CA-CiU), integrada per Convergència Democràtica Aranesa, de la qual formà part Pilar Busquet, i Unió Democràtica Aranesa.
Després d'aquestes primeres eleccions de 26 de maig de 1991, fou nomenada Síndica d'Aran (17 de juny de 1991 - 12 de juliol de 1993). Dos anys més tard la coalició es trencà i la seva companya Amparo Serrano Iglesias, d'UDA, presentà una moció de censura que va rebre el suport d'Unitat d'Aran, amb la qual cosa Pilar Busquet perdé el càrrec. També fou escollida Diputada per CiU a les eleccions al Parlament de Catalunya de 1984 i 1988.
Era la mare de Jusèp Boya, director general de Patrimoni de la Generalitat de Catalunya, i de Mireia Boya, diputada per Lleida de la CUP en l'onzena legislatura al Parlament de Catalunya.
El Govern de la Generalitat de Catalunya li va concedir la Creu de Sant Jordi l'11 d'abril de 2017.